# Chahaignes
Chahaignes település Franciaországban, Sarthe megyében. Lakosainak száma 668 fő (2022. január 1.). Chahaignes Saint-Pierre-du-Lorouër, Flée, Thoiré-sur-Dinan, Marçon és Lhomme községekkel határos.

## Népesség
A település népességének változása:
| Lakosok száma | 740  | 710  | 715  | 693  | 686  | 678  | 671  | 668  | 668  |
|               | 2013 | 2015 | 2016 | 2017 | 2018 | 2019 | 2020 | 2021 | 2022 |